# Кравчук Віктор Оксентійович
Віктор Оксентійович Кравчук (25 липня 1951, с. Гірки, Любешівський район, Волинська область — 8 лютого 2017, м. Луцьк) — український правник, заслужений юрист України (2000), почесний член Спілки юристів України (з 1998 р.), заступник голови Волинської організації Спілки юристів України. Суддя другого кваліфікаційного класу (2005), обраний суддею безстроково (2006). Голова Господарського суду Волинської області (2002—2012).

## Біографія

Віктор Кравчук (він посередині) брав посильну участь у подіях Революції Гідності в м. Києві. Фото 21.12.2013 р.

Народився Віктор Оксентійович Кравчук 25 липня 1951 року у селі Гірки Любешівського району Волинської області. Українець.
Навчався у Гірківській восьмирічній школі. Середню освіту здобув у Ветлівській середній школі.
Після закінчення Луцького технічного училища № 10 працював слюсарем-складальником на Кременчуцькому автомобільному заводі.
Служив у Радянській армії.
У 1977 році закінчив юридичний факультет Львівського державного університету ім. І. Франка за спеціальністю «Правознавство».
Трудову діяльність розпочав виконувачем обов'язків народного судді Турійського районного суду (08.1977—06.1978).
У червні 1978 року переведений на посаду старшого консультанта по кадрах відділу юстиції Волинського облвиконкому.
З лютого 1980 року по червень 1981 року — старший юрисконсульт Волинського облвиконкому.
З червня 1981 року по квітень 1986 року працював інструктором відділу адміністративних органів Волинського обкому партії.
У квітні 1986 року призначений на посаду заступника начальника відділу юстиції Волинського облвиконкому.
З 1992 по 2001 рік працював начальником Волинського обласного управління юстиції. Створював — з чистого аркушу — районні, міські управляння юстиції та самостійні відділи виконавчої служби. Ретельно займався підбором кадрів, становленням нових організацій.
З 2001 по 2002 рік — радник із правових питань голови Волинської облдержадміністрації.
З лютого 2002 року — суддя, а з квітня того ж року — голова Господарського суду Волинської області.
Віктор Кравчук — один із засновників юридичного факультету у Волинському національному університеті імені Лесі Українки. Викладав на факультеті післядипломної освіти у Волинському національному університеті імені Лесі Українки. Очолював державні екзаменаційні комісії за спеціальністю «Правознавство» Східноєвропейського національного університету імені Лесі Українки, Луцького інституту розвитку людини Університету «Україна», Міжрегіональної академії управління персоналом (м. Луцьк).
У 2016 році вийшов на пенсію у зв'язку з досягненням 65 років.

Могила Віктора Кравчука.

Помер 8 лютого 2017 року.

## Особисте життя
Був одружений, дружина Валентина Теофілівна (1952) — учитель математики. Дочка Ірина (1980) — працювала керівником та заступником керівника Служби віце-прем'єр-міністра України (2007—2009), доктор наук з державного управління, доцент Національної академії державного управління при Президентові України, член Національної спілки письменників України. Син Віталій (1984) — старший науковий співробітник Інституту економічних досліджень та політичних консультацій (м. Київ).
Мав братів Петра (1947) і Леоніда (1957—2014) та двох онуків — Ігоря та Марічку.

## Звання, нагороди
- Заслужений юрист України (2000)[9][10][11];
- Орден «Різдво Христове 2000» II ступеню (2000);
- Орден Святого Володимира (2006);
- Почесна відзнака Вищої ради юстиції (2008)[12];
- Почесна подяка Волинського національного університету імені Лесі Українки (2008);
- Орден «За заслуги» III ступеню (2009)[13];
- Юрист року Волині (1997, 1998);
- Людина року Волинського краю (2000);
- Професіонал року Волинського краю (2001)[14];
- Почесна грамота Верховного суду України та Ради суддів України (2006)
- Орден Святого Миколая (2011);
- Ювілейний знак «Господарським судам України 20 років» (2011).

### Твори
- Кравчук В., Копилова Т. Від арбітражу — до господарського суду: Історичний нарис. — Луцьк : Надстир'я, 2009. — 208 с. — ISBN 978-966-517-670-1.
- Кравчук В. О. Висоти та злети юриста Віктора Кравчука: спогади, публіцистика. — Луцьк : ПДВ «Твердиня», 2016. — 228 с. — ISBN 978-617-517-213-9.

### Виступи в пресі
- Смертна кара чи довічне ув'язнення? // Волинь. — 1998. — 14 лютого. — С. 7.
- У господарському суді домінують справи майнового характеру // Луцький замок. — 2005. — 11 серпня.
- На захист інтересів підприємців // Волинь. — 2007. —15 грудня. — С. 9.
- "Нашому колективу вдається розв'язувати навіть «гордієві вузли» (інтерв'ю І. Луківу) // Правосуддя України. — 2008. — 26 вересня—2 жовтня.
- Господарський суд Волинської області — ефективний та надійний спосіб вирішення спорів в економічній сфері // Волинська газета. — 2009. — 22 січня.
- «Черги „посіяти“ в моєму кабінеті немає» [Архівовано 20 грудня 2016 у Wayback Machine.] (Інтерв'ю Оксани Лукашук) // Волинські новини. — 2009. — 4 серпня.
- Свої «зваричі» є у кожній структурі (інтерв'ю Оксані Лукашук) // Правосуддя України.
- Знати, служити і захищати (інтерв'ю) // Волинська газета. — 2009. — 9 жовтня. — С. 1, 13.
- Захищаємо економічні інтереси громадян (інтерв'ю О. Нагорному) // Волинь. — 2009. — 12 грудня. — С. 3.
- Багаторічна битва за гуртожитки // Волинь. — 2011. — 3 лютого. — С. 6. (співавтор В. Калитенко).
- Ровесник держави (інтерв'ю Г. Миколайчуку) // Діалог. — 2011. — 2 червня.
- Шлях до незалежного правосуддя (з історії Господарського суду Волинської області) (інтерв'ю В. Приходько) // Діалог. — 2014. — 27 лютого.

### Про Віктора Кравчука
- Кравчук П. А. Рекорди Волині 1998. – Любешів: Ерудит, 1999. – 206 с. ISBN 966-95453-0-7.. — Суди. — С. 35.
- Визнання: Віктор Кравчук — заслужений юрист України // Волинь. — 2000. — 7 жовтня. — С. 1.
- Віктор Кравчук — заслужений юрист // Віче. — 2000. — 19 жовтня. — С. 3.
- Бишевич П. К., Журавлюк І. С., Клубук П. А. Любешівщина: з глибин століть — у майбуття. Історико-краєзнавчий нарис. — Луцьк: Надстир'я, 2004. — Коротко — про відомих (С. 199). — ISBN 966-517-468-1.
- Петро Кравчук. Рідна Горківська школа (Гірківський ліцей). — Одеса: Олді+, 2023. — 372 с. — ISBN 978-966-289-756-2. - 274 с.
- Світліковський М. Віктор Кравчук: «Від судді залежить багато, але не все…» // Луцький замок. — 2005. — 6 жовтня.
- Терпелюк О. Голова Господарського суду Волинської області Віктор Кравчук: закон і право знати, служити і захищати! // Волинська газета. — 2008. — 9 жовтня. — С. 1, 13.
- Вакульчук Р. Господарський суд Волинської області — ефективний та надійний спосіб вирішення спорів в економічній сфері // Волинська газета. — 2009. — 22 січня. — С. 1, 2.
- Герасимик М. Не професія, а стан душі // Діалог. — 2010. — 16 вересня.
- Герасимик М. Згадати є про що. Інтерв'ю з головою Господарського суду Волинської області В. О. Кравчуком з нагоди його 60-річчя // Діалог. — 2011. — 21 липня. — С. 6.
- Нагорний О. Як суддям заслужити повагу // Волинь. — 2012. — 5 травня. — С. 4.
- Локачук О. Стригти усіх під одну гребінку не треба // Діалог. — 2014. — 20 березня.
- Він був взірцем високого професіоналізму // Волинь-нова. — 2017. — 11 лютого. — С. 8.
- Кравчук П. А. Рідна Горківська школа (Гірківський ліцей). - Одеса : Олді+, 2023, 372 с., іл. ISBN 978-966-289-756-2/ – Кравчук Віктор Оксентійович, с. 274–288.